# Blul

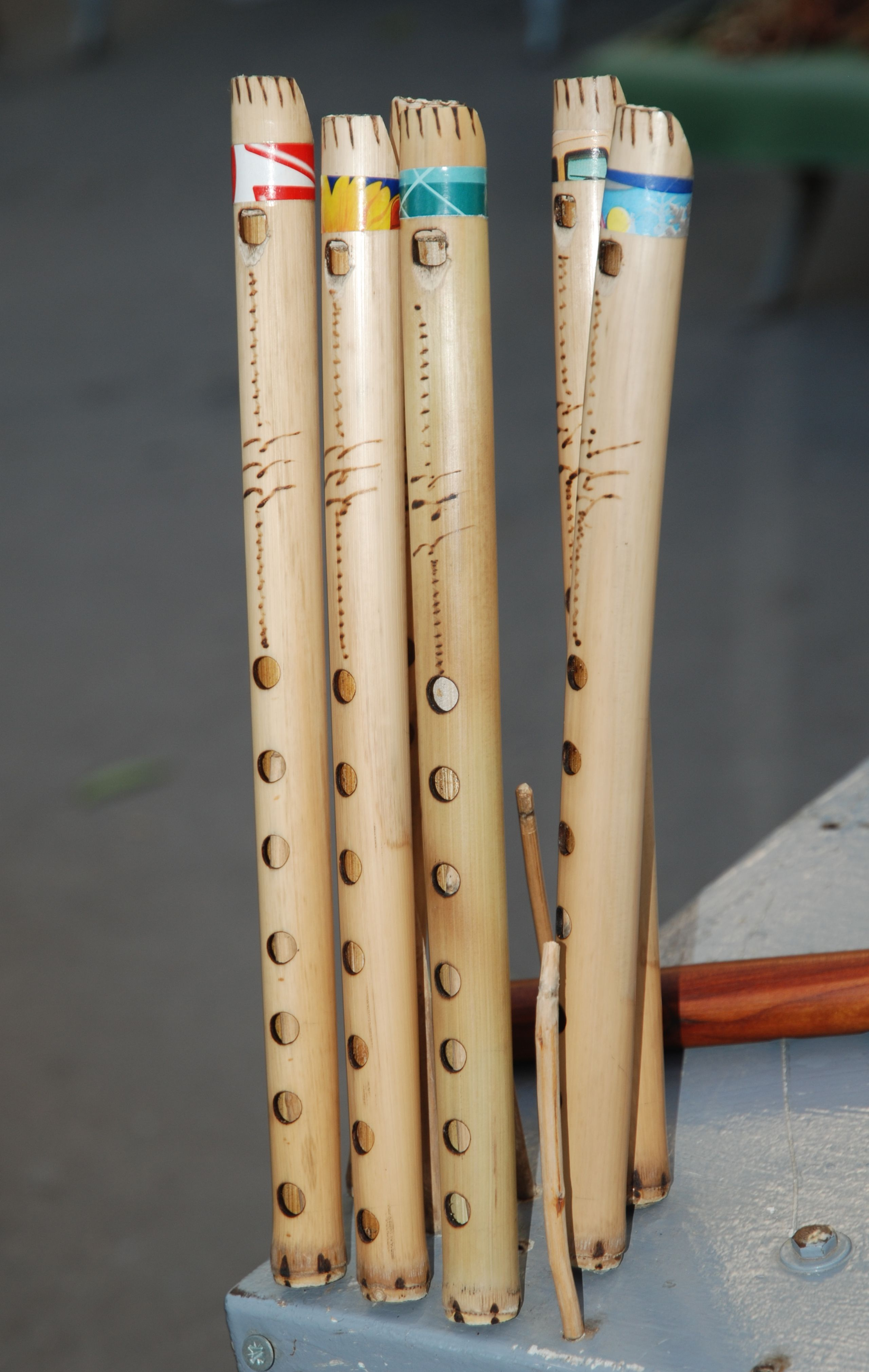
Des bluls à Erevan.

Le blul ou plul (en arménien Բլուլ) est une petite flûte oblique en bois d'abricotier tourné originaire d'Arménie, assez proche du kaval. Elle n'utilise pas les mêmes doigtés que le duduk qui est diatonique, car elle est chromatique.